# 張秀麗
張秀麗（英文：Carmen Cheung，1964年—），香港有線電視外事部助理總監，前任政務司司長政治助理（於2013年11月1日離任）。

## 生平
張秀麗於香港珠海書院文學院取得新聞系學士學位，其後於英國蘇格蘭斯特拉斯克萊德大學商學院取得工商管理碩士學位，現時在英國倫敦大學財務及管理研究中心修讀公共政策及管理碩士學位課程。
張秀麗曾任《英文虎報》政治編輯及《Recruit》執行編輯。2008年香港立法會選舉期間，她曾協助時任自由黨成員的田北辰出選。選舉結束後，她於2008年10月起改任香港賽馬會公共事務顧問（對外事務），並於2010年7月轉任香港有線電視外事部助理總監。她曾在香港的大學院校之校外進修課程和香港管理專業協會擔任客席講師，講解傳媒及公共關係的相關知識。
張秀麗以照顧家人為理由辭去政務司司長政治助理職務，在2013年11月1日離任。